# Oren E. Long
Oren Ethelbirt Long, född 4 mars 1889 i Altoona, Kansas, död 6 maj 1965 i Honolulu, Hawaii, var en amerikansk demokratisk politiker. Han var den tionde guvernören i Hawaiiterritoriet (Territory of Hawai'i) 1951-1953.
Tillsammans med Hiram Fong var han en av de två första ledamöterna av USA:s senat från Hawaii efter att Hawaii 1959 blev delstat. Han valde att inte ställa upp till omval i 1962 års kongressval. Daniel Inouye efterträdde honom som senator.
Longs grav finns på Oahu Cemetery i Honolulu.